# Paris Match
Paris Match – francuski ogólnokrajowy tygodnik ilustrowany, który ukazuje się od 1949 roku.

## Charakterystyka
Jeden z najbardziej poczytnych tygodników opiniotwórczych we Francji, zwykle na pierwszym miejscu w badaniach publikowanych przez Alliance pour les chiffres de la presse et des médias.
Historia gazety rozpoczęła się w 1938 roku, kiedy to przedsiębiorca Jean Prouvost przejął sportowy tygodnik „Match”. Stopniowo rozszerzał tematykę sportową o wiadomości społeczno-polityczne. Podczas wojny nie był wydawany. Dopiero w 1949 roku gazeta pojawiła się ponownie, ale pod nowym tytułem, jako „Paris Match”. Profil periodyku wzorowano na amerykańskim magazynie „Life”, w którym zamieszczano aktualne wiadomości, reportaże i zdjęcia sławnych osób często wykonane przez paparazzi. Pierwszy numer pisma „Paris Match” pojawił się 25 marca 1949 roku; na okładce widniała fotografia Winstona Churchilla. W 2021 roku tygodnik miał nakład około 550 tys. W maju 2022 roku we Francji tygodnik kosztował 3,40 euro.